# Bones of the Dragon
Bones of the Dragon este un roman fantastic al scriitorilor americani Margaret Weis și Tracy Hickman, prima carte din seria Dragonships. A fost lansat cu copertă dură  pe 6 ianuarie 2009.